# Julian Ovenden
Julian Mark Ovenden (ur. 29 listopada 1976 w Sheffield) – brytyjski aktor, Wystąpił w roli pilota, syna tytułowego bohatera w serialu Detektyw Foyle.
Urodził się w Sheffield, w hrabstwie South Yorkshire, w Anglii jako jedno z trojga dzieci wielebnego kanonika Johna Ovendena, byłego kapelana królowej Elżbiety II. Jako dziecko śpiewał w chórze Katedry św. Pawła w Londynie. Później zdobył stypendium muzyczne w Eton College. Następnie studiował muzykę w New College w Oksfordzie na stypendium chóralnym. Podczas gdy był szkolony jako śpiewak operowy, profesjonalnie wykorzystał swoje doświadczenie w teatrze muzycznym. Kontynuował akademickie studia dramaturgiczne na Webber Douglas Academy of Dramatic Art.

## Wybrana filmografia

### Filmy
- 2002: Dobrana para (TV) jako Matt
- 2004: Opowieść wigilijna (A Christmas Carol, TV) jako Fred Anderson
- 2010: Wielka premiera jako Tom
- 2014: Sojusznicy (Allies) jako kpt. Gabriel Jackson
- 2015: Colonia jako Roman Breuer
- 2016: Spowiedzi (Le confessioni) jako Matthew Price
- 2018: Made in Italy jako Gordon
- 2018: Podróż w niepamięć (Head Full of Honey) jako Serge
- 2019: National Theatre Live: Wszystko o Ewie jako Bill Sampson

### Seriale TV
- 2002-2003: Saga rodu Forsyte’ów (The Forsyte Saga) jako Val Dartie
- 2002-2008: Detektyw Foyle jako Andrew Foyle
- 2005: Poirot jako Michael Shane
- 2006: Czarodziejki jako Novak
- 2008: Kaszmirowa mafia jako Eric Burden
- 2011: Morderstwa w Midsomer jako Ben Viviani
- 2013: Smash jako Simon / prezydent John F. Kennedy
- 2013-2014: Downton Abbey jako Charles Blake
- 2014-2016: Impersonalni jako  Jeremy Lambert
- 2016: Śmierć pod palmami (Death in Paradise) jako Dan Hagen
- 2016: Mroczne zagadki Los Angeles jako Peter Ogden
- 2017: The Crown jako Bobby Kennedy
- 2017-2019: Templariusze jako  William de Nogaret